# Abbaye d'Oliwa
Ne pas confondre cette abbaye polonaise avec l'abbaye Santa María de la Oliva, également cistercienne mais située en Espagne.
L'abbaye d'Oliwa ou d'Oliva (en polonais « Opactwo w Oliwie ») est une abbaye cistercienne d'hommes en activité. Fondée en 1186 par les moines de Kołbacz (de), elle est située à Gdańsk, dans le quartier d'Oliwa.
Fermée en 1831, elle est à nouveau occupée par une communauté monastique à partir de 1945. Dans l'intervalle, en 1925, lors de la création de l'archidiocèse de Gdańsk, son église abbatiale est érigée en cathédrale de Gdańsk. De surcroît, en 1976, elle est érigée en basilique mineure.

## Localisation et toponymie

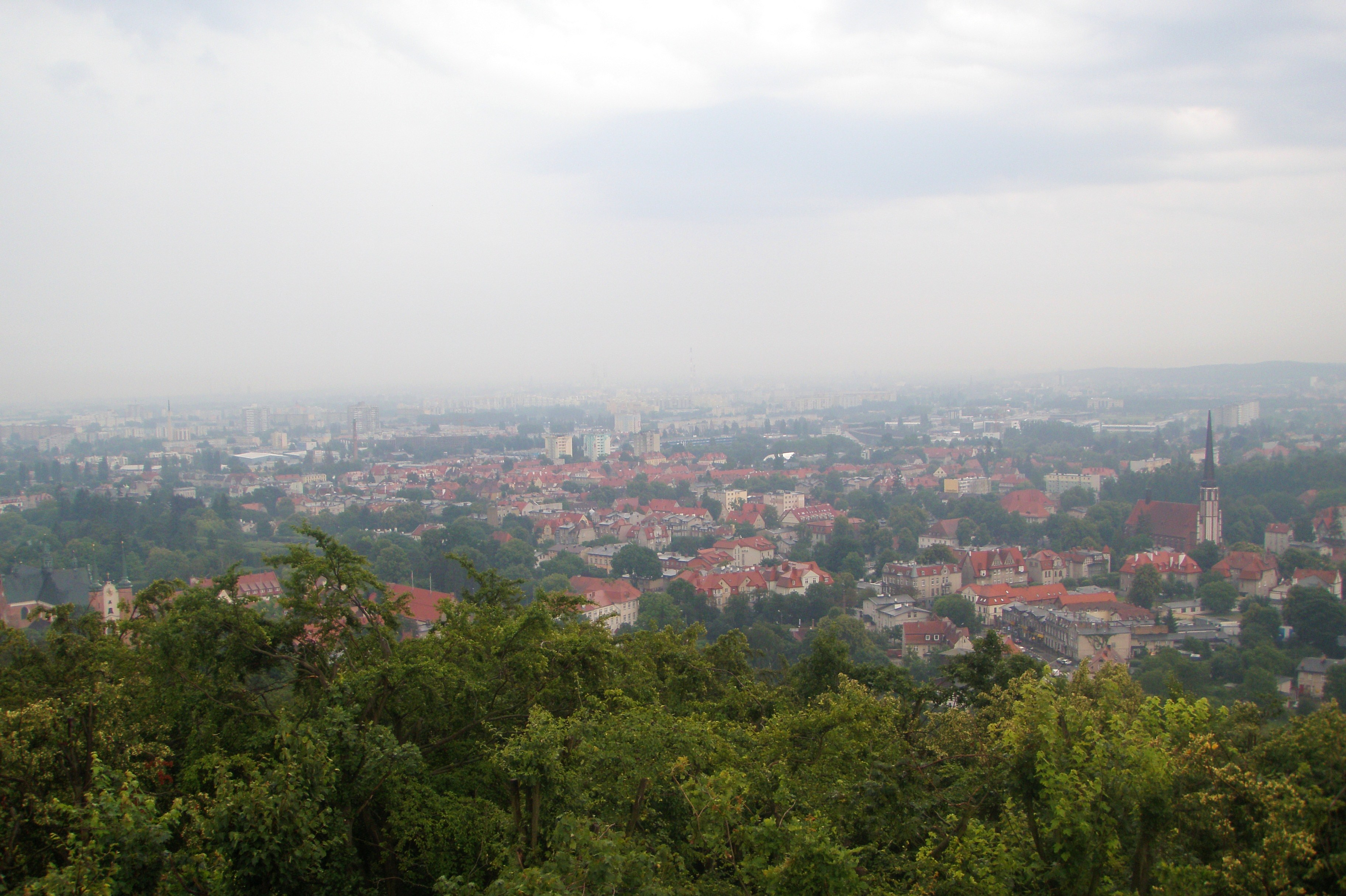
Le quartier d'Oliwa, à Gdańsk. La façade de l'abbatiale est visible au second plan à l'extrême gauche.

L'abbaye d'Oliwa est située dans le quartier du même nom, à Gdańsk, à la limite de la ville de Sopot.
Le nom « Oliwa », que l'abbaye a donné au quartier tout entier, viendrait d'une déformation du nom du ruisseau Oława.

## Histoire

### Fondation
L'abbaye d'Oliwa est fondée le 2 juillet 1186 par douze moines de Kołbacz (de) conduits par l'abbé Bernard Dithard, Danois d'origine. C'est Sambor Ier de Poméranie qui est à l'initiative de leur venue,.

### Histoire médiévale
Un premier oratoire temporaire est érigé au XIIe siècle. Il est de style roman et l'autel est situé au même emplacement que l'actuel maître-autel. Les débuts sont matériellement difficiles. La communauté est pauvre et en butte aux incessantes attaques des Prussiens alors non encore évangélisés. En 1226, l'attaque est si violente que tous les moines sont tués et le monastère ravagé. À la suite de celle-ci, l'abbé de Kołbacz envoie un nouveau groupe de moines refonder la communauté monastique. Un nouveau pillage a lieu en 1236 ; les déboires suivants de l'abbaye sont le fait des Chevaliers Teutoniques, qui pillent et incendient le monastère en 1246, 1247 et 1252. Quand la Poméranie passe entièrement sous contrôle teutonique en 1308, les conflits entre l'ordre cistercien et les Chevaliers deviennent récurrents, jusqu'à la reconnaissance en 1342 des droits des Cisterciens par Ludolf König von Wattzau.
En 1350, un incendie accidentel détruit le monastère. L'actuelle église est immédiatement mise en chantier après le sinistre, et est rebâtie en cinq années, en style gothique. Le nouvel édifice est plus long que l'ancienne abbatiale de quatre travées. Les moines en profitent également pour refaire le réfectoire et les sanitaires. Petit à petit les bâtiments de bois sont remplacés par des bâtiments plus durables en briques. À cette époque, la communauté se stabilise et s'enrichit peu à peu,.

### Destructions, restaurations et fin de l'abbaye

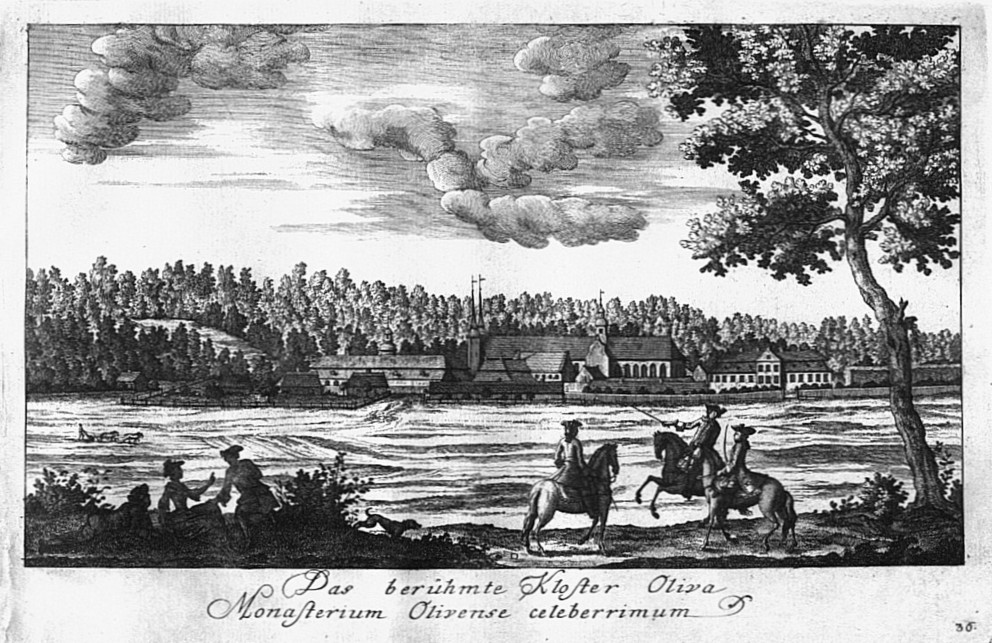
L'abbaye en 1765.

Le XVe siècle est en revanche une période de crise pour Oliwa. Les Teutoniques font peser une lourde pression fiscale sur l'abbaye. Des épidémies frappent la communauté. Lors de la guerre de Treize Ans, cette dernière soutient la Pologne contre les Teutoniques, et est rattachée au royaume de Pologne à l'issue de la guerre.
Lors de la rébellion de Dantzig en 1577, l'abbaye prend le parti de la Rzeczpospolita et donc d'Étienne Báthory. En réponse, les protestants de Gdańsk pillent et détruisent en partie l'abbaye. La victoire finale des troupes royales oblige la ville à dédommager le monastère, à hauteur de 20 000 florins, ce qui permet de mener à bien la restauration de l'édifice.
En 1626, dans le cadre de la guerre de Trente Ans, les troupes suédoises de Gustave II endommagent à nouveau fortement l'abbaye d'Oliwa. La paix revenue, un nouveau décor rococo est conçu et réalisé. C'est aussi à cette date que le palais abbatial est construit et que de nombreux annexes industrielles sont construites : moulin à poudre et à foulon, papeterie, forge, scierie. Les jardins du palais sont également aménagés à la française par l'abbé commendataire Jacek Rybiński. L'avant-dernier abbé d'Oliwa, Karl Hohenzollern-Hechingen, fait aménager une autre partie du parc à l'anglaise, avec des pergolas, de petits ponts et une cascade aménagée sur le ruisseau ; il ouvre ce parc sur la forêt proche, sans délimiter la fin de la partie aménagée. Le dernier abbé, Joseph Hohenzollern-Hechingen, importe des plantes exotiques pour décorer le parc.
Enfin, en 1772, le premier partage de la Pologne fait tomber l'abbaye sous le joug prussien ; le nouveau régime interdit les admissions à Oliwa à partir de 1820, et ferme d'autorité le monastère en 1831. Les propriétés en sont partagées entre le roi et la ville de Gdańsk. Le noviciat et l'infirmerie sont détruits, d'autres bâtiments conventuels modifiés pour s'adapter aux besoins de la paroisse.

### La cathédrale
En 1925, l'église abbatiale d'Oliwa, devenue paroissiale depuis un siècle, est érigée en cathédrale du nouvel archidiocèse de Gdańsk par Pie XI.
Dans l'entre-deux-guerres sont ajoutés au parc une orangerie et un jardin botanique.

### Refondation en 1945

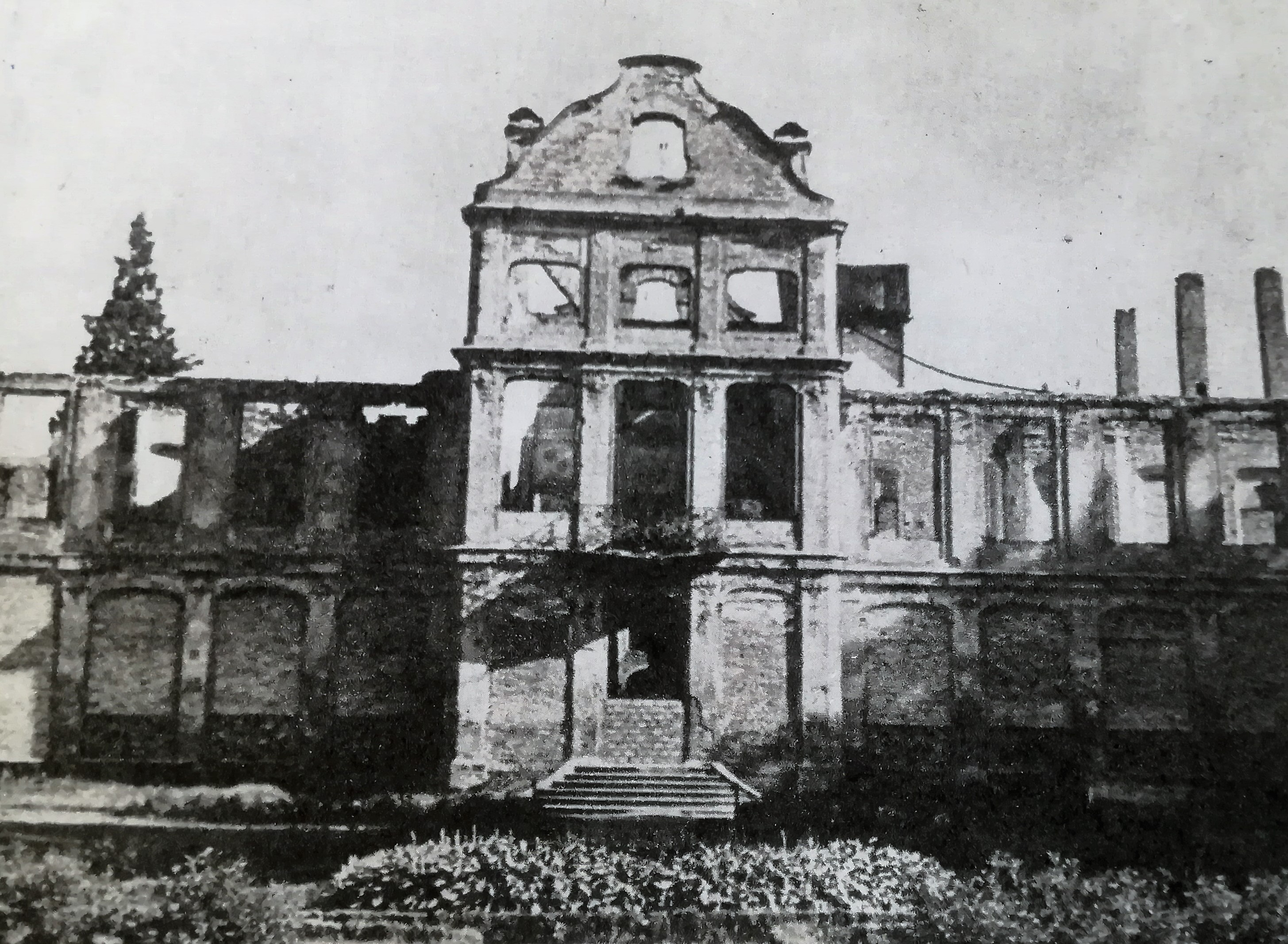
Le palais abbatial vers 1950, affichant les traces des destructions de la seconde Guerre mondiale.

En mars 1945, l'abbé de Szczyrzyc, Benedykt Biros, décide de profiter de la défaite de l'Allemagne nazie pour refonder certaines abbayes, en tenant compte de l'état de destruction des bâtiments après les combats et l'occupation. Il emmène avec lui Eugeniusz Komasa pour un voyage d'investigation, dans des zones très fortement touchées par les destructions. L'Armée rouge entre à Oliwa le 25 mars 1945, mais des troupes allemandes sont dispersées et continuent de combattre dans les environs jusqu'à la capitulation. Les premières informations concernant Oliwa, fournies à Gniezno, font état d'une destruction complète de la cathédrale et du monastère. Toutefois, quand les deux moines arrivent sur place le 10 avril, ils constatent que seul le palais abbatial a souffert, mais que la cathédrale comme le cloître sont intacts. Le père Gerard Matuła se joint aux deux cisterciens pour réclamer au maire de Gdańsk les clefs du monastère, ce qui leur est accordé à titre temporaire le 12 avril 1945.
La cathédrale n'est alors pas vide, ayant été desservie durant la guerre par des prêtres allemands ; ceux-ci sont incarcérés jusqu'au 1er mai 1945 par les autorités soviétiques. Par ailleurs, la communauté se voient confier l'ancienne église protestante d'Oliwa, Notre-Dame-Reine-de-la-Couronne-polonaise (pl). Au début de la communauté, les cisterciens gèrent la paroisse, le scoutisme, la solidarité et les réfugiés. En 1946, d'une part, un autel de fortune est reconstruit ; d'autre part, l'orgue est restauré ; ces travaux permettent à la communauté de célébrer en particulier la messe de Noël 1946. En 1947, le jardin de la communauté est agrandi, les cloches sont équipées d'une traction électrique. En 1948, l'autel définitif est installé. Toutefois, dès 1949, les mesures staliniennes anti-chrétiennes affectent l'action des cisterciens

## L'abbaye

### L'église abbatiale
L'abbatiale est une des trois plus longues cathédrales de Pologne, avec une longueur de 107 mètres hors-tout et de 97,6 mètres intérieurement. Toutefois, c'est un édifice très étroit et relativement bas : la nef centrale mesure 8 mètres et demi de largeur, et 19 mètres en comptant les deux bas-côtés. Le vaisseau principal est haut de 17,7 mètres sous voûte,. La nef longue de dix travées est suivie d'un transept large d'une seule travée, puis d'un chœur entouré d'un déambulatoire.

L'intérieur de l'abbatiale
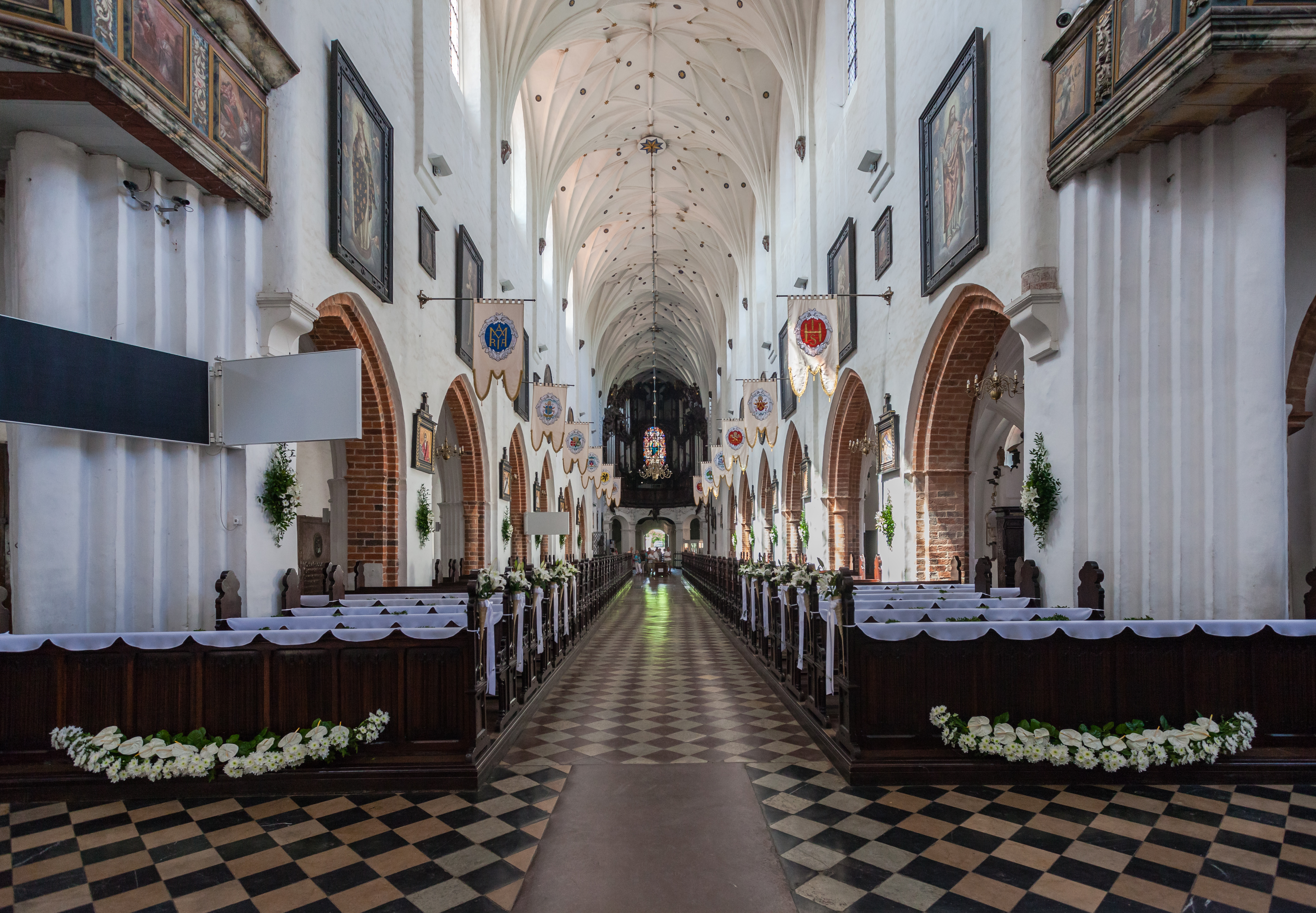
La nef de l'église vue depuis l'entrée, sous la tribune de l'orgue.
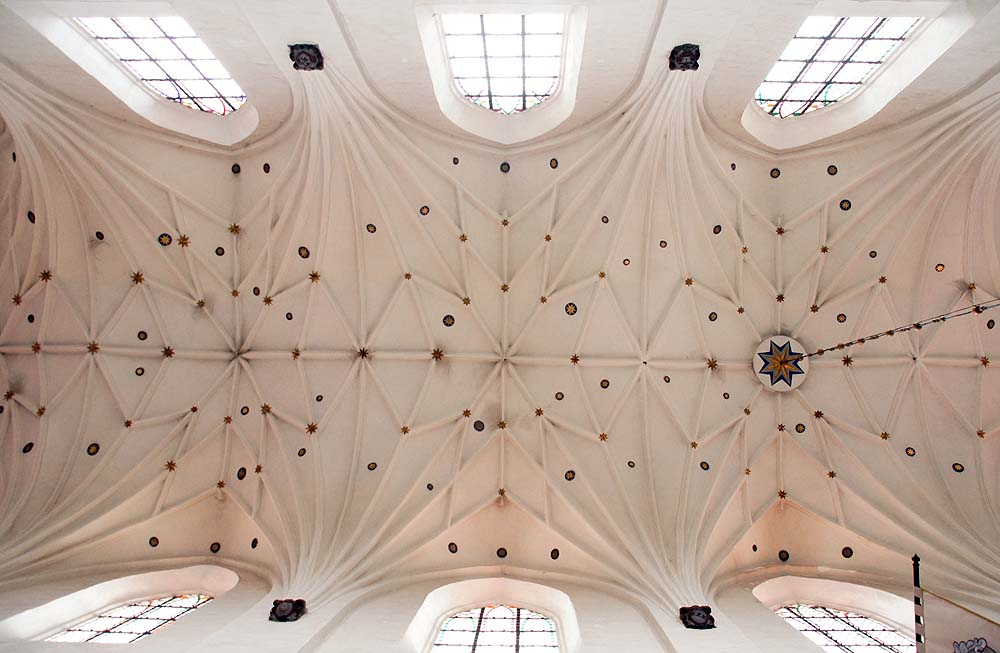
La voûte de la nef abbatiale.
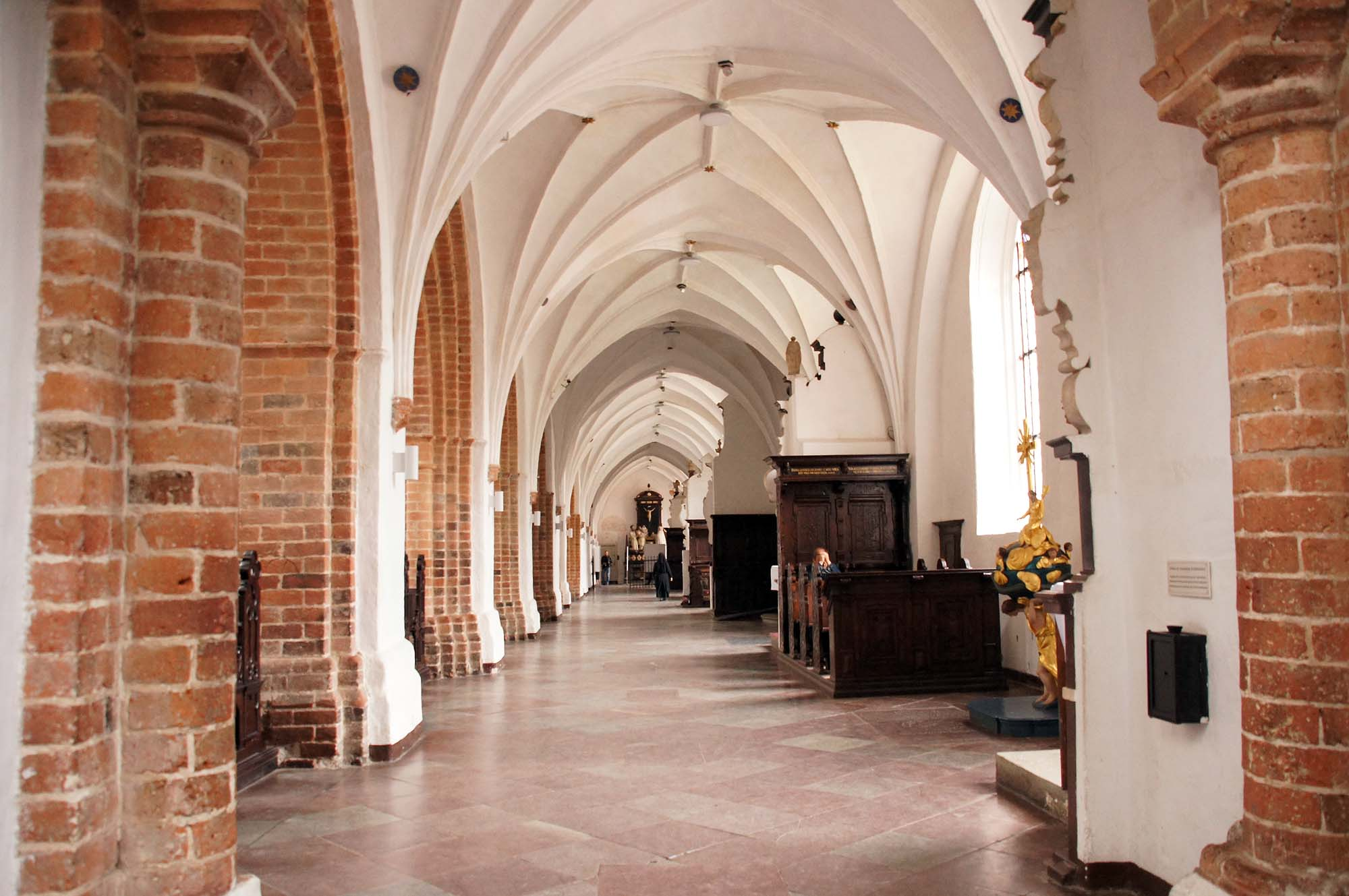
Un des bas-côté de l'église.

#### Les orgues
L'église est particulièrement réputée pour son orgue de tribune rococo, construit entre 1763 et 1788 par Johann Wilhelm Wulffpar, un des moines cisterciens de l'abbaye. Celui-ci est en forme de fer à cheval, compte 7 876 tuyaux, et offre très régulièrement des récitals et concerts. Certains de ses éléments sont mobiles en fonction de la musique jouée.

L'orgue de tribune et l'orgue de chœur d'Oliwa
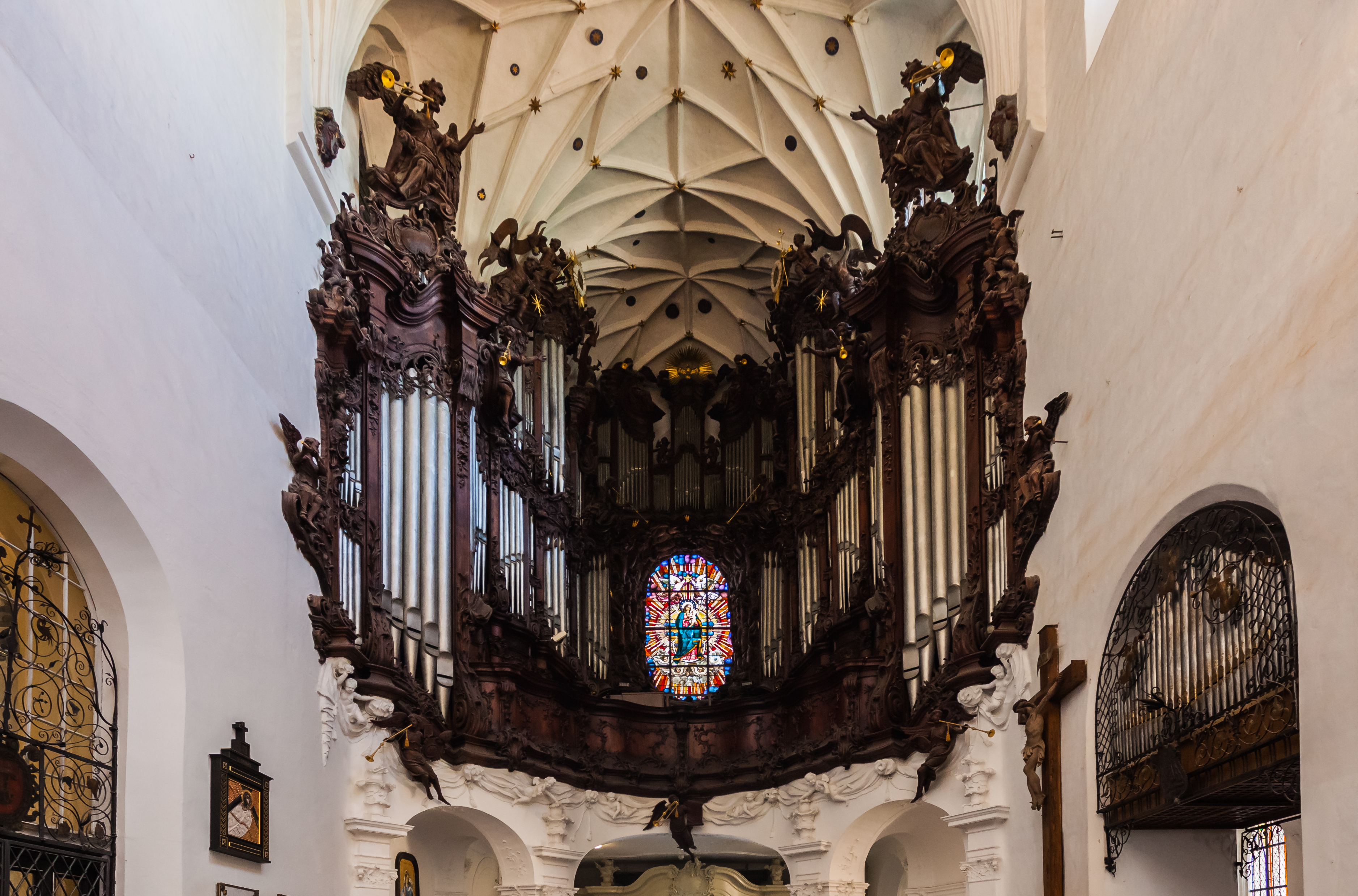
L'orgue de tribune, vue générale.
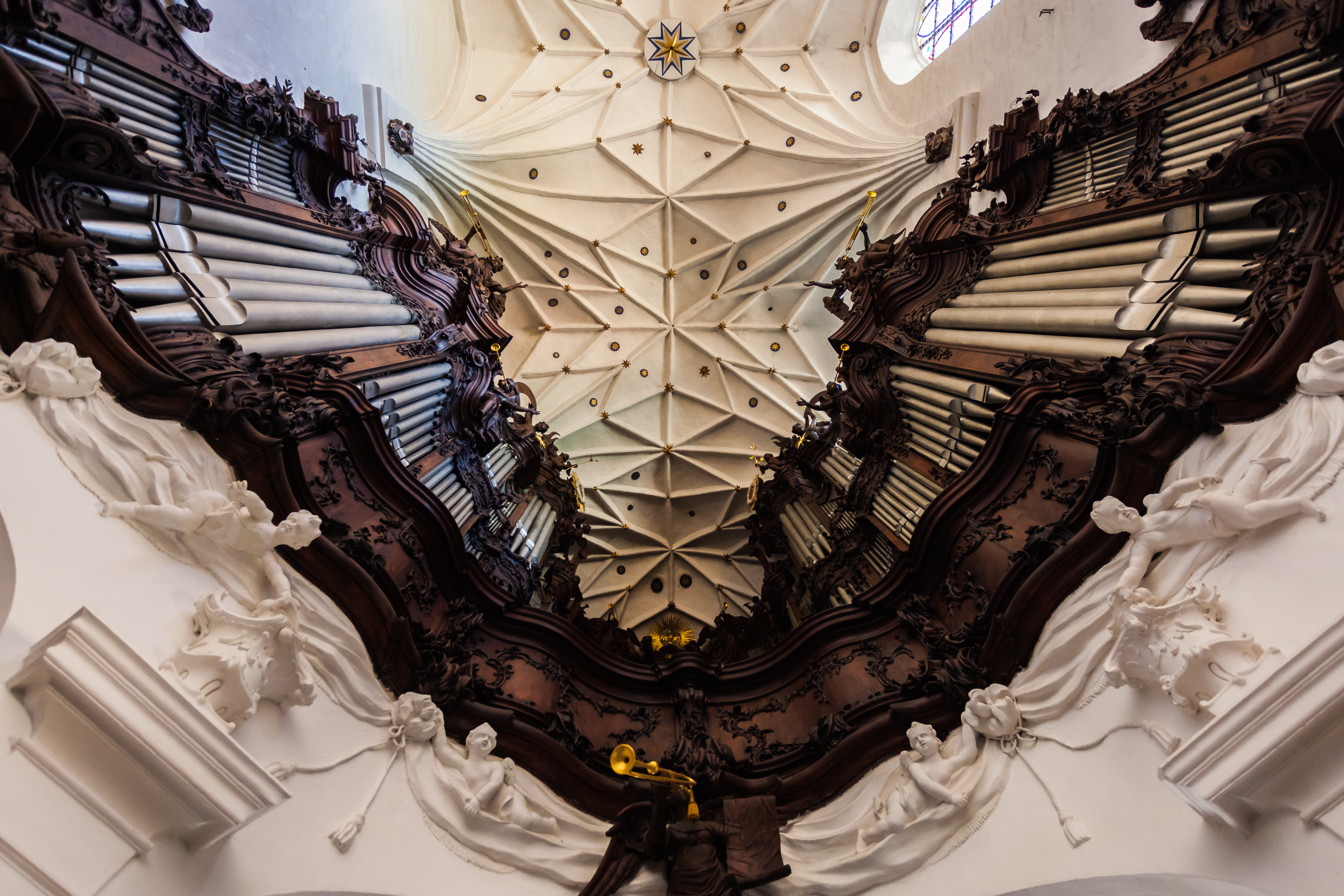
L'orgue vu en contre-plongée.
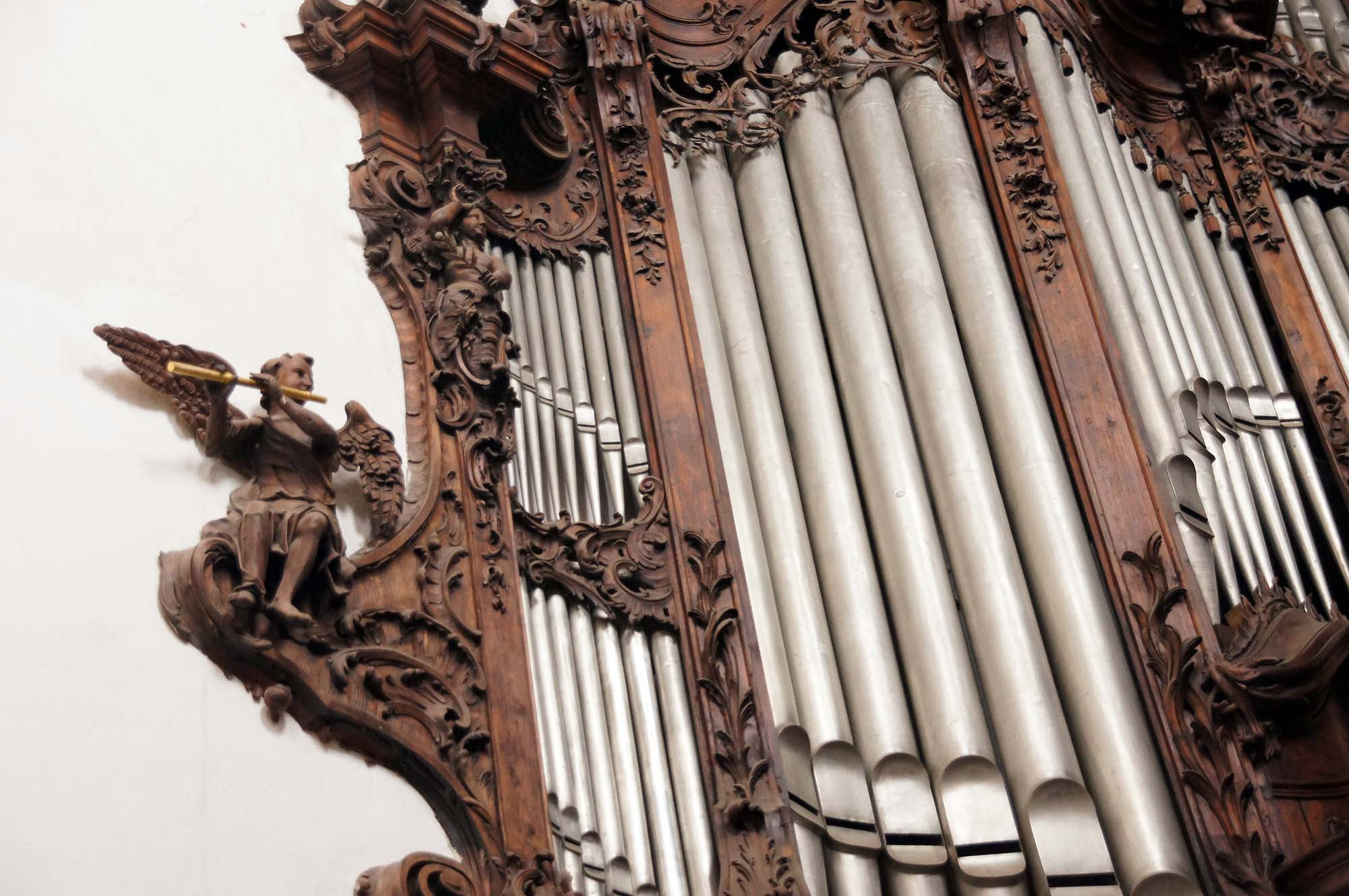
Détail de l'orgue de tribune.
- Fugue interprétée sur l'orgue d'Oliwa.
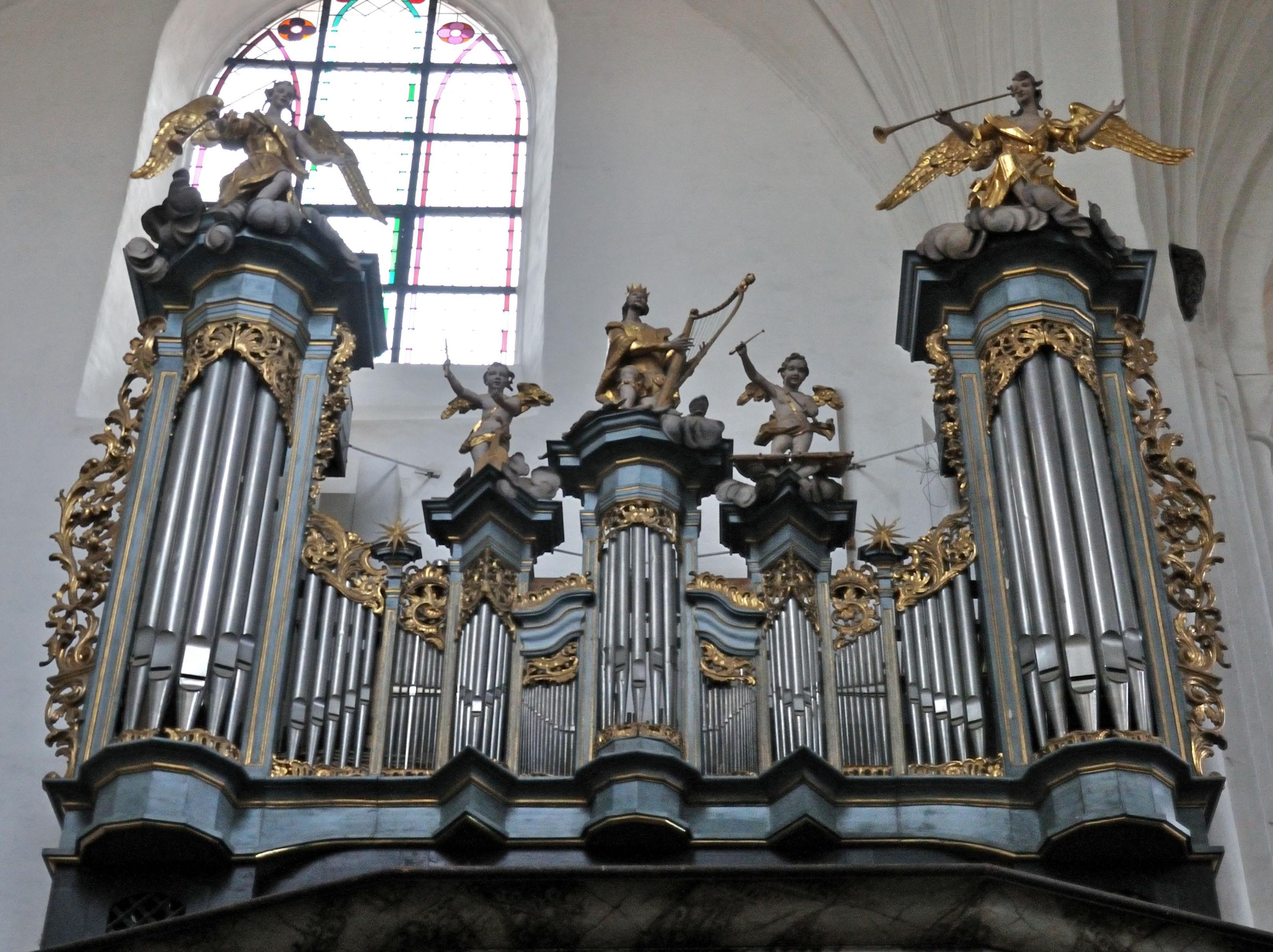
L'orgue de chœur de la cathédrale.

#### Le maître-autel et l'abside
Le maître-autel, à l'autre bout de la nef, également de style rococo, date de 1688. Il est surplombé d'un très riche décoration entourant un vitrail circulaire clôturant l'abside. Cette décoration est composée comme un nuage duquel émergent des têtes d'ange, un Christ en gloire, un Moïse portant les Tables de la Loi.

Le maître-autel et l'abside
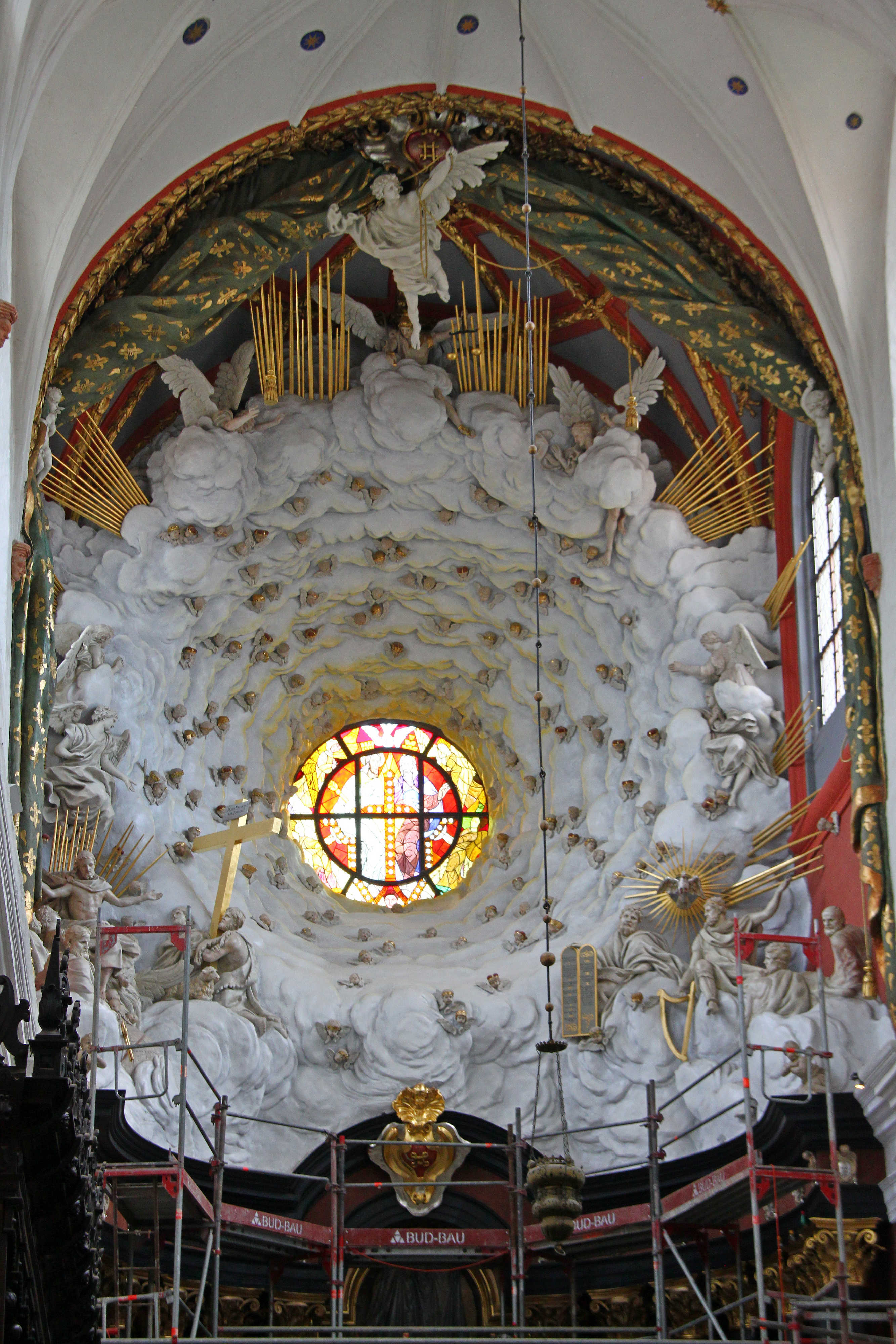
Vue général du maître-autel et de l'abside rococo.
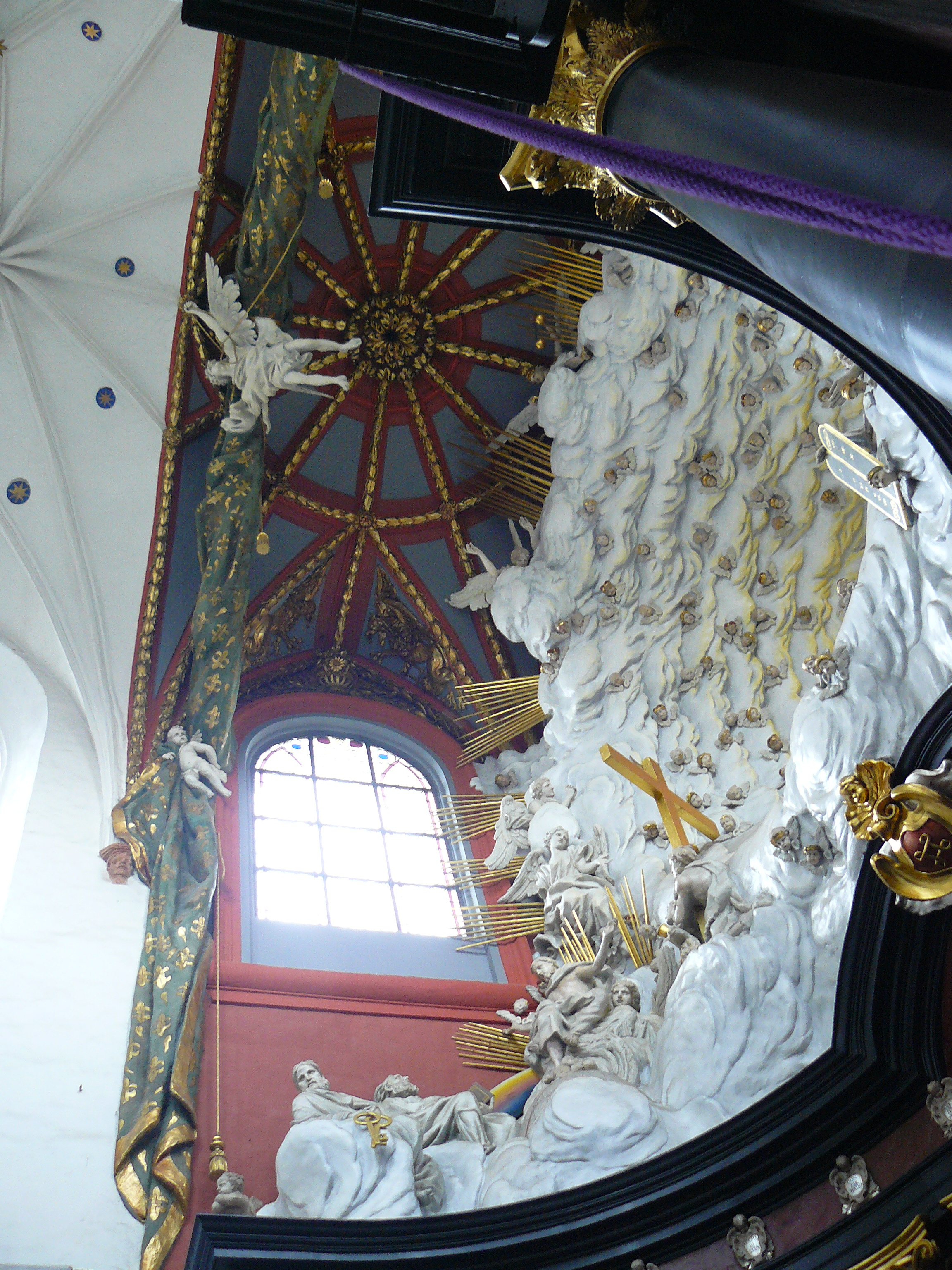
Le chœur et l'abside en contre-plongée.
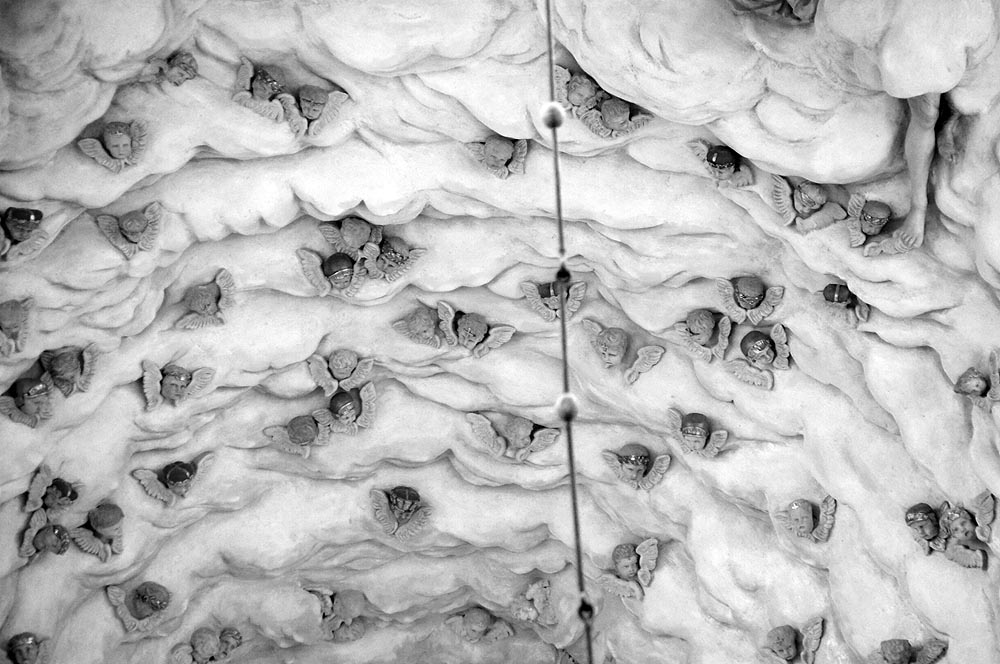
Détail de l'abside.